# 流動式民主
流动式民主（英語：Liquid democracy）是一種民主形式，其融合了直接民主和代议民主的特徵。
在这种民主系统中，和直接民主相似地，选民可以直接对每個政治议题进行投票。同時，選民也可以選擇將投票權讓渡給其他人，授权其他人代替他们投票，和在代议民主中一样。任何人都有資格成為投票权的被委託方，被委托了投票权的人被称作代理人（proxies）。代理人也可以再一次将投票权委托给其他人，因此委托可以是多层的（metadelegation）。
投票权的委托可以根據議題發生變化，例如它可以是：
1. 全權的（代理人代表委托人在所有议题中投票）
2. 议题指定的（代理人仅在特定议题上代表委托人投票）
3. 有时限的（代理人仅在特定时间范围内代表委托人投票）

当委托是全权的时候，委托人的政治参与方式和代议民主比較相似，但是他们額外拥有随时撤回授权的权利，这可以增加他们对代理人的问责能力。
议题指定的委托则允许委托人对不同的议题选取不同的代理人，他们可以选择他们认为对当前议题更有经验的，富有专业知识的，或者满足他们想要的其他指标的代理人。
有时限的委托则避免了代理人永久地拥有委托人的投票权，在时限以外以及撤回委托之后，选民依旧可以直接对政治议题做出投票，因此流动性民主具有回退到直接民主的灵活性。

## 基础原则
Bryan Ford在他的论文中总结了流动式民主的基础原则：
1. 角色的选择权：每个人可以选择作为什么样的角色参与政治，可以选择当普通选民，也可以选择成为代表。在过往的代议民主中只有有限的人可以成为代表，而在流动式民主中，每个人都可以在他们熟悉的议题上成为代表。
2. 低参与门槛：成为代表的门槛很低，他们不需要赢得选举，因此不需要花费大量资源进行选戰的争夺。
3. 基于委托的权力：代理人代表自己和委托他的人参与政治决策，代理人的决策权力由支持他们的人数决定。
4. 维护个人隐私：由个人做出的所有投票都是保密的，避免他们遭到其他人的胁迫。
5. 代表可被问责：和个人拥有隐私权不同，代表所做的决议都是公开的，这使他们的决议可以被问责。
6. 通过多层的委托进行分工：代理人不仅可以代表个人，还可以接受其他代理人的委托，这使投票权可以流动到有专长的领域专家上。

以上是流动式民主的概要，在此之上，流动式民主也有其他变体。

## 和代议民主对比
在代议民主中，选举的赢家是单一的，并且会有持續数年的任期，只有重新选举可以对他们进行撤换。而在流动式民主中，代表并不是单一的，也不会有任期完結才能撤換的限制。
一些关键的差别包括：
1. 不需要设置任期。
2. 选民有选择直接参与议题投票的權利。
3. 代表的投票权由委託給他的人那來，而不是依賴在选举中获胜，这可以避免特定选举规则造成的不平等。（可参见：可转移单票制）
4. 代表的投票权可以随时被选民撤回。
5. 选民可以通过类似全民公投的方式覆盖代表的决议，這在代议民主中很罕见，因为举行全民公投有很多规则上的限制。
6. 代议民主中的代表是全权的，而流动式民主中选民可以为不同议题选择不同代表，如“你只是我在国安问题和农业补贴上的代表”。[6][7]

## 和直接民主对比
直接民主是一种每个公民直接进行投票以决定议题的民主体系，而流动式民主在此之上支持选民在不想参与投票时把投票权转移给他们信任的人。直接民主会期望投票者对所有议题都有足够的知识，因为他们需要知識來对所有议题做出投票，流动式民主则能让没有丰富知识的人将投票权转移到有知识的人上。

## 參閲
- 議會
- 民主
- 代表投票
- 協同過濾
- 間接選舉
- 直接代表（英语：Direct representation）

## 外部連接
- Ten Years of Liquid Democracy Research: An Overview by Alois Paulin. Central and Eastern European EDem and EGov Days 338 (July 2020):455-66. DOI: 10.24989/ocg.338.36.
- Delegative Democracy （页面存档备份，存于） by Bryan Ford
- The Joy of Revolution: Chapter 2 （页面存档备份，存于）
- Industrial Worker: October 2008 （页面存档备份，存于） details changes to the delegate model to move towards a more representative rather than delegative model.
- Liquid Democracy In Simple Terms （页面存档备份，存于） by Jakob Jochmann
- The Belgian Pirate Party's voting-system （页面存档备份，存于）
- LiquidFeedback （页面存档备份，存于）
- Adhocracy （页面存档备份，存于） a multilingual open source implementation of delegative democracy/liquid democracy.
- Agora Ex Machina （页面存档备份，存于） A minimalist multilingual platform of Liquid Democracy
- Alois Paulin: Through Liquid Democracy to Sustainable Non-Bureaucratic Government. Journal of e-Democracy, Vol. 6, Iss. 2 (2014)[]
- Involv: an online Delegative Democracy platform
- Liquid Democracy （页面存档备份，存于） by Dominic Schiener
- ' 'The Social Smart Contract' ' （页面存档备份，存于） by Democracy Earth Foundation